# Simulium llutense
Simulium llutense är en tvåvingeart som beskrevs av Coscaron och Matta 1982. Simulium llutense ingår i släktet Simulium och familjen knott. Inga underarter finns listade i Catalogue of Life.